# Ancylorhynchus nyukinus
Ancylorhynchus nyukinus är en tvåvingeart som beskrevs av Speiser 1910. Ancylorhynchus nyukinus ingår i släktet Ancylorhynchus och familjen rovflugor.
Artens utbredningsområde är Tanzania. Inga underarter finns listade i Catalogue of Life.